# Tennispark Versmold
Tennispark Versmold ist ein Tennisverein aus Versmold im Kreis Gütersloh. Die Männermannschaft stieg im Jahre 2022 in die Bundesliga auf.

## Geschichte
Der Verein wurde im Jahre 1929 als TC Grün-Weiß Versmold gegründet und wurde nach dem Ende des Zweiten Weltkrieges ein Teil der Spvg Versmold. Im Jahre 1965 trennte sich die Abteilung wieder von der Sportvereinigung und gründete den TC Grün-Weiß Versmold neu. Am 25. April 1981 wurde die neue Tennisanlage im Versmolder Stadtpark eröffnet. Die zunächst sechs Sandplätze umfassende Anlage wurde im Jahre 2006 um zwei Plätze erweitert. Zwischenzeitlich wurde am 30. März 1982 bei der Spvg Versmold eine neue Tennisabteilung gegründet, die eine Anlage an der Speckstraße bezieht. Seit 2006 diskutierten beide Vereine über eine Kooperation, die dann auch umgesetzt wurde und erfolgreich verlief. Daraufhin nahmen beide Vereine Fusionsgespräche auf. Schließlich beschloss der TC Grün-Weiß Versmold am 31. März 2008 die Umbenennung in Tennispark Versmold. Vier Tage später beschlossen die Mitglieder der Tennisabteilung der Spvg Versmold ihre Auflösung zum 30. Juni 2008 und den Beitritt der Mitglieder zum Verein Tennispark Versmold.
Die Männermannschaft vom Tennispark Versmold startete im Jahre 2009 in der Bezirksliga und arbeitete sich in den folgenden Jahren stetig nach oben. Im Jahre 2016 gelang der Aufstieg in die 2. Bundesliga Nord. Dabei profitierten die Versmolder als Vizemeister davon, dass der Meister der Regionalliga TC Blau-Weiss Halle II nicht in die 2. Bundesliga aufsteigen durfte. In der Zweitligasaison 2017 wurde Tennispark Versmold überraschend Vizemeister hinter dem TC Blau-Weiss Neuss. Ein Jahr später stiegen die Versmolder als Tabellenletzter wieder ab. In der folgenden Regionalligaspielzeit 2019 gelang der direkte Wiederaufstieg. Wegen der COVID-19-Pandemie fiel die Saison 2020 komplett aus. Nach einem dritten Platz in der Saison 2021 gelang ein Jahr später der Aufstieg in die Bundesliga.
Seit 2008 veranstaltet der Verein Tennispark Versmold das Damenturnier Reinert Open, auch bekannt als Internationale Westfälische Tennis-Meisterschaften der Damen.

## Persönlichkeiten
- Julia Lohoff (geb. Wachaczyk)